# Васнецов, Юрий Алексеевич
Ю́рий Алексе́евич Васнецо́в (1900—1973) — советский художник; живописец, график, сценограф

, иллюстратор. Народный художник РСФСР (1966), лауреат Государственной премии СССР (1971).

## Биография
Родился 23 марта (5 апреля) 1900 года в семье священника в Вятке (ныне Киров). Его отец служил в кафедральном соборе г. Вятки. Дальний родственник братьев-художников Васнецовых (Виктора Михайловича и Аполлинария Михайловича), и фольклориста Александра Михайловича Васнецова. С юности и на протяжении жизни был дружен с родившимся в Вятке и жившим впоследствии в Петербурге художником Евгением Ивановичем Чарушиным.

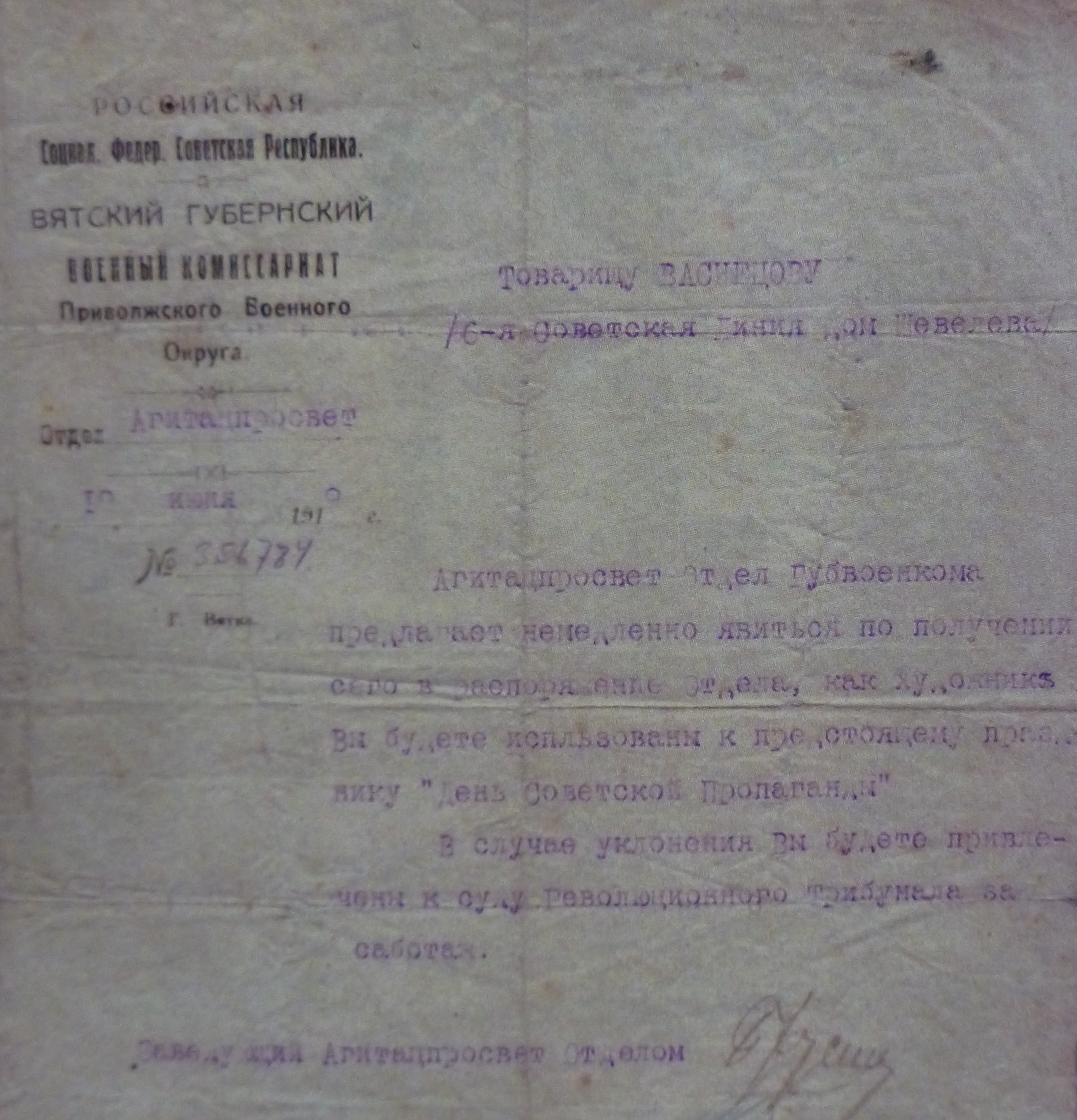
Извещение Вятского губернского военкомата о мобилизации Васнецова, 1919 год

В 1919 году окончил Единую школу второй ступени (бывшая Вятская первая мужская гимназия). В том же году был мобилизован как художник для работ к «Дню советской пропаганды».
В 1921 году переехал в Петроград. Поступил на живописный факультет ВХУТЕИН, тогда — ПГСХУМ, где занимался пять лет, у педагогов Алексея Еремеевича Карева и Александра Ивановича Савинова. Васнецов хотел быть живописцем и стремился приобрести все навыки, необходимые для работы в живописи. Из опыта своих учителей Васнецов не перенял ничего, что повлияло бы на него как живописца, за исключением влияния Михаила Васильевича Матюшина, у которого он непосредственно не учился, но был знаком с ним через своих друзей — художников Николая Ивановича Кострова, Валентина Ивановича Курдова и Ольгу Петровну Ваулину. Через них он получил представление о теории Матюшина и познакомился с «органическим» направлением в русском искусстве, наиболее близким своему природному дарованию.
В 1926 году во ВХУТЕИН курс, на котором учился художник, был выпущен без защиты диплома. В 1926—1927 годах Васнецов некоторое время преподавал изобразительное искусство в ленинградской школе № 33.
В 1926—1927 годах вместе с художником Валентином Ивановичем Курдовым продолжил обучение живописи в ГИНХУК у Казимира Севериновича Малевича. Был принят в Отдел живописной культуры, руководимый Малевичем. Изучал пластику кубизма, свойства различных живописных фактур, создавал «материальные подборы» — «контррельефы». Художник говорил о времени своей работы в ГИНХУК так: «Всё время развитие глаза, форма, построение. Добиваться материальности нравилось, фактурности предметов, цвета. Видеть цвет!». Работа и обучение Васнецова у К. С. Малевича в ГИНХУК длилась около двух лет; за это время художник изучил значение живописных фактур, роль контраста в построении формы, законы пластического пространства.
Живописные работы, сделанные Васнецовым в этот период: контррельеф «Натюрморт с шахматной доской» (1926—1927), «Кубистическая композиция» (1926—1928), «Композиция с трубой» (1926—1928), «Натюрморт. В мастерской Малевича» (1927—1928), «Композиция со скрипкой» (1929) и др.

### Работа в детской графике

Граффити по мотивам иллюстраций Юрия Васнецова. Ясеневая улица, Москва, 2014 год

В 1928 году художественный редактор издательства «Детгиз» Владимир Васильевич Лебедев привлёк Васнецова к работе над детской книгой. Первыми книгами, проиллюстрированными Васнецовым, были «Карабаш» (1929) и «Болото» Виталия Валентиновича Бианки (1930).
Массовыми тиражами неоднократно издавались многие книги для детей в оформлении Васнецова: «Путаница» (1934) и «Краденое солнце» (1958) Корнея Ивановича Чуковского, «Три медведя» Льва Николаевича Толстого (1935), «Теремок» (1941) и «Кошкин дом» (1947) Самуила Яковлевича Маршака, «Английские народные песенки» в переводе С. Я. Маршака (1945), «Кот, петух и лиса. Русская сказка» (1947) и многие другие. Иллюстрировал «Конька-Горбунка» Петра Павловича Ершова, книги для детей Дмитрия Николаевича Мамина-Сибиряка, Александра Александровича Прокофьева и другие издания. Детские книжки Васнецова стали классикой советского книжного искусства.
Летом 1931 года вместе со своим вятским родственником художником Николаем Ивановичем Костровым совершил творческую поездку на Белое море в село Сорока. Создал цикл живописных и графических работ «Карелия».
В 1932 году вступил в члены Ленинградского отделения Союза советских художников.
В 1934 году женился на художнице Галине Михайловне Пинаевой, а в 1937 и в 1939 годах родились его дочери Елизавета и Наталья.
В 1932 году поступил в аспирантуру при живописном факультет Всероссийской Академии художеств, где занимался три года. В 1930-е годы живопись Васнецова достигает высокого мастерства, приобретает самобытный, неповторимый характер, не схожий с работой близких ему художников. Его живопись этого времени сравнивается с работами Веры Михайловны Ермолаевой и Петра Ивановича Соколова по силе и качеству живописи, по органической стихии цвета: «Васнецов сохранил и приумножил достижения самобытной национальной живописной культуры».
В 1932—1935 годах Васнецовым были написаны холсты «Натюрморт со шляпой и с бутылкой», «Чудо-юдо рыба кит» и другие работы. В некоторых из этих работ — «Дама с мышкой», «Церковный староста» — возникает хорошо знакомый художнику образ купечески-мещанской России, сравнимый с образами купчих у Александра Николаевича Островского и Бориса Михайловича Кустодиева. Некоторые исследователи (Эраст Давыдович Кузнецов, Евгений Фёдорович Ковтун) относят эти работы к вершинным достижениям в творчестве художника.
В 1936 году разрабатывал для Большого Драматического театра в Ленинграде костюмы и декорации к спектаклю по пьесе Максима Горького «Мещане». В 1938—1940 годах работал в экспериментальной литографской мастерской при ЛОСХ.
Автор поздравительных открыток (1941—1945).
Предвоенный и послевоенный стиль Васнецова в книжной графике создавался под давлением идеологических обстоятельств.

Пережив упорный нажим соцреализма, Васнецов сменил его стилем, связанным с русским народным искусством, во всяком случае, так считалось, хотя в нём было много от рыночного образца.
Некоторая стилизация оказалась приемлема. Понятная и не имеющая отношения к формализму, она не воспринималась условно.
Народная, рыночная вышивка. Всё это вместе с реальным пейзажем постепенно избавило его от клички формалиста.

В 1941 году входил в коллектив художников и поэтов «Боевой карандаш». В конце 1941 года эвакуировался в Пермь (г. Молотов). В 1943 году переехал из Перми в г. Загорск. Работал главным художником Научно-исследовательского института игрушки. Создал серию пейзажей Загорска. В конце 1945 года вернулся в Ленинград.
В 1946 году получил звание заслуженного деятеля искусств РСФСР.
Летом 1946 года создал ряд пейзажей Сосново, в 1947—1948 годах — Мельничного Ручья, в 1949—1950 годах — Сиверской, в 1955 году — Мерёва (под Лугой), в 1952 году написал ряд крымских пейзажей, в 1953—1954 годах — эстонские пейзажи. С 1959 года ежегодно ездил на дачу в Рощино, где писал виды окрестностей.
С 1961 года и до конца жизни жил в доме № 16 на Песочной набережной в Петербурге.
В 1966 году получил звание народного художника РСФСР.
В 1971 году Васнецову была присуждена Государственная премия СССР за два сборника русских народных сказок, песенок, загадок «Ладушки» и «Радуга-дуга». В том же году по его рисункам снят мультфильм «Терем-теремок».
Живописные работы 1960—1970 годов — преимущественно, пейзажи и натюрморты («Натюрморт с вербой», «Цветущий луг», «Рощино. Кинотеатр „Смена“»).
На протяжении всей жизни Васнецов работал в живописи, но из-за обвинений в формализме не выставлял своих работ. Они были представлены на выставках только после его смерти.
Умер 3 мая 1973 года. Похоронен в Санкт-Петербурге на Богословском кладбище.

## Награды и премии
- Заслуженный деятель искусств РСФСР (1946)
- Народный художник РСФСР (1966)
- Государственная премия СССР (1971) — за оформление и иллюстрации детских книг «Ладушки» и «Радуга-дуга» (за произведения для детей)